# Alessandra Moretti
Alessandra Moretti, née le 24 juin 1973 à Vicence, est une femme politique italienne, membre du Parti démocrate (PD).

## Biographie
Elle est tête de liste de son parti lors des élections européennes de 2014 pour l'Italie du Nord-Est.
Elle est élue député européen d'Italie de la 8e législature le 25 mai 2014,.
Elle démissionne du Parlement européen le 1er février 2015 pour conduire la campagne du Parti démocrate aux élections régionales de 2015 en Vénétie.

## Affaire du Parlement européen
Mise en cause (présumée innocente) dans le scandale des pots-de-vin de lobbyistes de pays du Golfe reçus par des politiques (parlementaires européens, assistants, etc.), l’eurodéputée Moretti se défend de tout lien avec le dossier. Son nom est à nouveau cité dans un mandat d'arrêt émis le 10 février 2023 dans le cadre du scandale de corruption par le Qatar au Parlement européen et selon lequel elle ferait partie d'un quatuor comprenant également Marc Tarabella, Marie Arena et Andrea Cozzolino.